# Sadhguru

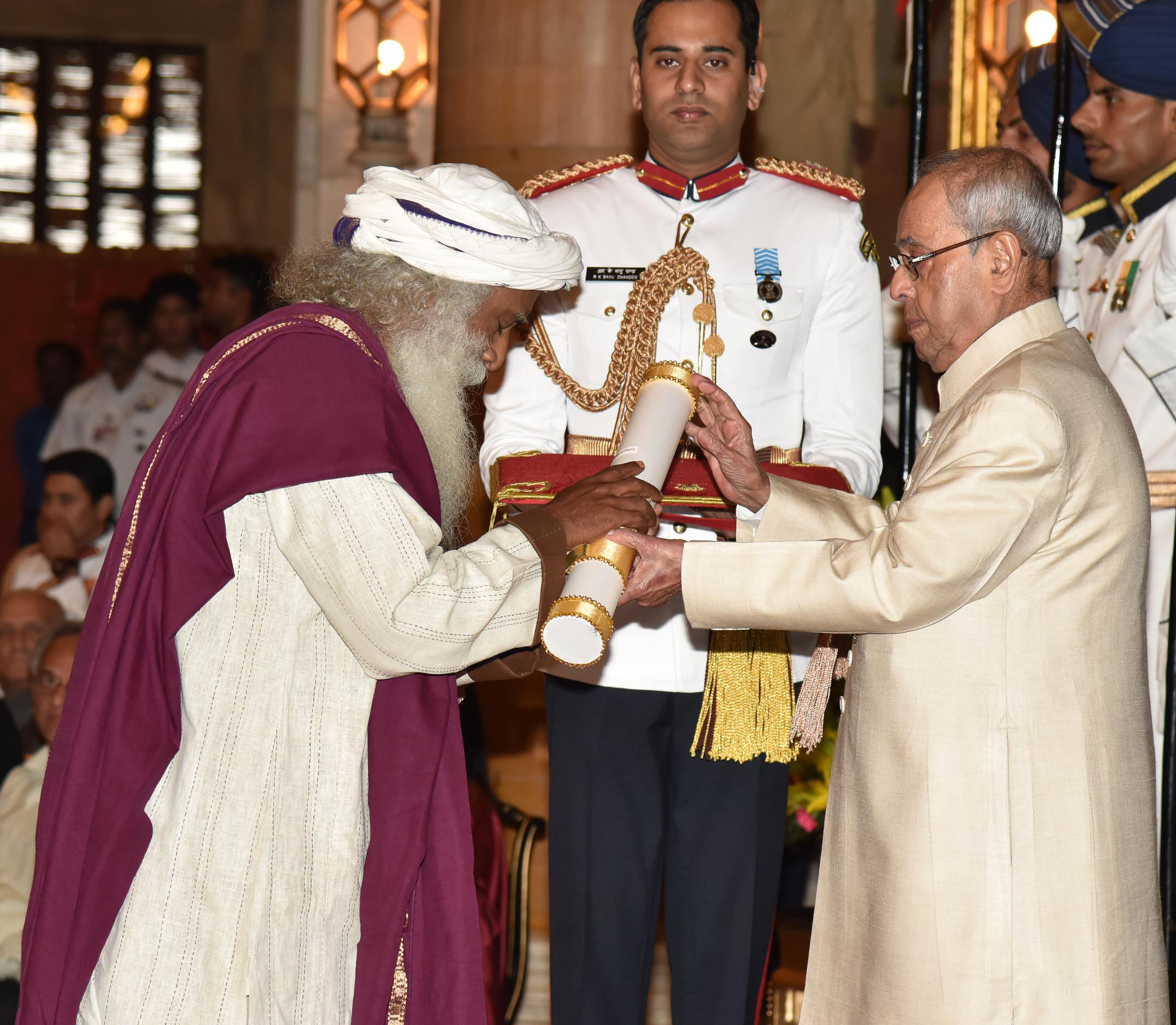
Pranab Mukherjee presentando el Padma Vibhushan a Jaggi Vasudev en el Rashtrapati Bhavan en Nueva Delhi el 13 de abril de 2017.

Sadhguru Jaggi Vasudev (nacido el 3 de septiembre de 1957), a menudo referido como simplemente Sadhguru, es un yogui indio, místico y autor.  Creó la Fundación Isha, una organización sin fines de lucro que ofrece programas de yoga en todo el mundo y participa en actividades de divulgación social, educación e iniciativas medioambientales. Sus libros han aparecido en la lista de libros más vendidos de The New York Times en múltiples categorías como "Salud", "Religión, espiritualidad y fe" y "Consejos, procedimientos y misceláneos".
Sadhguru recibió el premio civil Padma Vibhushan otorgado por el Gobierno de la India en 2017 en reconocimiento a su contribución al campo de la espiritualidad

## Primeros años
Jagadish Vasudev nació el 3 de septiembre de 1957 en Mysore, Karnataka, India. Es el más joven de cinco hijos de Susheela Vasudev, una ama de casa, y B.V. Vasudev, un médico en el Mysuru Railway Hospìtal.
Con 13 años, Vasudev tomó clases de yoga de Malladihalli Raghavendra diariamente durante su juventud, aunque sin aspiraciones espirituales.
Vasudev estudió en Demonstration School, Mysore y Mahajana Pre-University College. Se graduó en la Universidad de Mysore con una licenciatura en Inglés.

## Carrera
El primer negocio de Vasudev fue una granja de corral en un lugar remoto de Mysore. Mientras construía su granja, también se introdujo en el sector de la construcción con una compañía llamada Buildaids.
Con 25 años, vendió su negocio a un amigo y viajó durante un año. De acuerdo con Vasudev, el principal motivo por el que empezó su negocio era financiar su deseo de viajar y explorar.
En 1983 dio su primera clase de yoga en Mysore. Con el tiempo, comenzó a impartir clases por Karnataka y Hyderabad, viajando en su motocicleta, subsistiendo gracias a la renta de su granja y donando las recaudaciones que recibía de sus alumnos.

### Fundación Isha
En 1992, Vasudev estableció la Fundación Isha, una organización establecida cerca de la ciudad de Coimbatore, como plataforma para sus actividades espirituales y educacionales. La organización ofrece programas de yoga bajo el nombre de "Isha Yoga" y es gestionada "casi completamente" por voluntarios.

## Proyectos medioambientales
Sadhguru ha realizado numerosos proyectos humanitarios y medioambientales a través de su fundación.

### Rally for Rivers
Rally for Rivers es un movimiento que Sadhguru lanzó el 3 de septiembre de 2017 para revitalizar los moribundos ríos de India, que cada vez perdían más agua. Para ello, viajó 9 300 kilómetros a través de 16 estados indios para concienciar sobre la situación. Atrayendo la atención de miles de personas en unos 180 eventos, su viaje se convirtió en la campaña pública de concienciación más grande de la historia, apoyada por unos 162 millones de personas.
Además de concienciar, Rally for Rivers propone una solución integral a la extinción de los ríos de India, a través de un programa fundamentalmente económico y un importante impacto ecológico. El borrador de la ley "Revitalización de los Ríos de India" fue entregado por Sadhguru al Primer Ministro Narendra Modi, al terminar la campaña el 2 de octubre de 2017.
Rally for Rivers está ahora enfocándose en la rápida implementación resolutiva a través de detallados estudios y acción sobre el terreno en varios estados.

### Salvemos el Suelo
Recientemente, Sadhguru ha lanzado un nuevo movimiento medioambiental llamado "Salvemos el suelo", que pretende mostrar a los gobiernos de todo el mundo que sus ciudadanos quieren una política para revitalizar el suelo terrestre.

## Publicaciones
Jaggi Vasudev es autor de varios libros, entre ellos Inner Engineering: A Yogi's Guide to Joy. Han sido traducidos a varios idiomas, incluyendo hindi, tamil, telugu y kannada. 
- Adiyogi: The Source of Yoga,[22] ISBN 9352643925
- Inner Engineering: A Yogi's Guide to Joy, ISBN 0-8129-9780-8, 9780812997804
- Encounter the Enlightened, ISBN 81-86685-60-X
- Mystic's Musings, ISBN 81-86685-59-6
- Joy 24x7, ISBN 978-81-7992-914-8
- Pebbles of Wisdom, ISBN 978-81-7992-952-0
- The Mystic Eye, ISBN 81-7992-883-7
- Essential Wisdom from a Spiritual Master, ISBN 81-7992-882-9
- Flowers on the Path, ISBN 81-87910-05-4
- Himalayan Lust, ISBN 978-81-8495-076-2
- Eternal Echoes: The Sacred Sounds Through the Mystic, ISBN 81-87910-02-X
- Dhyanalinga: The Silent Revolution, ISBN 81-87910-00-3
- Dhyanalinga: The Eternal Form
- Circus of The Mind, ISBN 81-87910-10-0
- Unleashing The Mind, ISBN 81-87910-08-9
- Good And Bad Divides The World, ISBN 81-87910-07-0
- Enlightenment: What It Is, ISBN 81-87910-06-2
- Sacred Space For Self-transformation, ISBN 81-87910-09-7
- Ancient Technology For The Modern Mind, ISBN 81-87910-11-9
- Three Truths of Well Being, ISBN 978-0-670-08706-8
- Midnights with the Mystic, ISBN 978-1-57174-561-3
- A Guru Always takes you for a Ride, ISBN 978-81-87910-53-4
- Ancient Technology For The Modern Mind, ISBN 978-81-87910-11-4
- Don't Polish Your Ignorance....it may shine, ISBN 978-81-8495-200-1
- Of Mystics & Mistakes, ISBN 978-81-8495-308-4
- Body - The Greatest Gadget/Mind Is Your Business, ISBN 978-93-5083-360-5
- Emotion The Juice Of Life : Compulsiveness To Consciousness, ISBN 978-93-5083-362-9
- Encounter the Enlightened, ISBN 978-81-86685-60-0
- Sadhguru Biography-More Than A Life, ISBN 978-0-670-08512-5

## Críticas
Algunos de sus críticos afirman que Vasudev comparte la ideología del nacionalismo hindú (Hindutva) del Partido Bharatiya Janata, caracteriza la era del dominio musulmán en la India como una "ocupación opresiva" peor que el Raj británico, aboga por la prohibición total de la matanza de vacas y la introducción de la enmienda a la Ley de ciudadanía de 2019, al tiempo que denuncia las protestas de Thoothukudi como un peligro para la industria. "The Asian Age" criticó a Vasudev por acusar a los liberales izquierdistas de ayudar e incitar a la militancia en Cachemira, y por sugerir que Kanhaiya Kumar y Umar Khalid, conocidos por su participación en la sedición de la Universidad Jawaharlal Nehru, fueran encarcelados.
Vasudev también ha sido acusado de no respaldar sus argumentos de manera científica. Afirma que los alimentos cocinados consumidos durante los eclipses lunares agotan las energías pránicas del cuerpo humano. También comparte su propia perspectiva sobre la depresión clínica y se opone a la posible prohibición del uso de mercurio en la medicina tradicional india. Sus puntos de vista sobre el bosón de Higgs y los supuestos beneficios del vibhuti (ceniza) todavía no han sido probados por la ciencia, además de sus afirmaciones sobre la memoria del agua. Hablar de un dorado pasado hindú; interpretar la obra de Darwin como una apropiación occidental de la antigua sabiduría india; abogar por los rituales de muerte hindúes, y afirmar que los tántricos hindúes son capaces de resucitar momentáneamente a los muertos también ha sido fuente de críticas.